# Кальник (Гайсинський район)
Кальни́к  (до 1671 р. — Калнич) — село в Україні, у Дашівській селищній громаді Гайсинського району Вінницької області. Розташоване в гирлі річки Кальничка (притока Собу) за 17 км на південний схід від міста Іллінці. Через село проходить автошлях Р33. Населення становить 1 077 осіб (станом на 1 січня 2018 р.). 

## Походження назви
Існує дві версії походження топоніму Кальник: одні дослідники виводять її від тюркського «коло, воронка» в означенні «ріка, багата воронками»; інші вбачають в ньому тюркський корінь, від якого походить і давньоруське літописне Калка, Калак - «місце, поросле очеретом».

## Історія
Перша письмова згадка про село — в документах 1460-х років.
1612 року село зазнало трагедії: під час татарського набігу майже все населення або вирізали, або погнали в неволю. Відродився Кальник скоро. Уже в 1625 році землі купила вельможна Ганна Корецька, а зручне стратегічне становище дозволило швидко їх залюднити, бо неподалiк проходила важлива на ту пору дорога, так званий Чорний шлях. Корецька збудувала тут замок, який у майбутньому відіграв важливу роль.
У 1644 році — дідична власність князя Корецького Самуеля Кароля 1648 року й пізніше
У 1648–1667 був центром Кальницького полку. Першими чільниками нового формування були Остап Гоголь (предок письменника) та Іван Федоренко, але незабаром полковницька булава перейшла до одного з найвидатніших діячів Хмельниччини Івана Богуна. Це під його керівництвом Кальницький полк відзначився в найпомітніших подіях національно-визвольної війни, зокрема в Пилявецькій та Берестецькій битвах. Про пов'язану з Кальником драматичну боротьбу пізнішої пори (досить згадати хоча б участь полку в повстанні проти гетьмана Тетері в 1663 році, після чого той наказав розстріляти кальницького полковника Івана Вертелецького) аж до ліквідації в другій половині 1670-х років полково-сотенного устрою України можна писати книги.

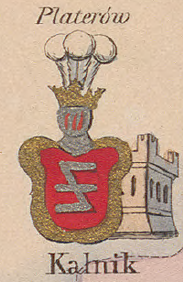
Кальник на мапі Зигмунда Герстмана

За описом Лаврентія Похилевича занепад містечка стався після його знищення 1671 спільним військом під проводом гетьманів коронного Собеського, напольного Вишневецького та запорізького Ханенка за підтримку гетьмана Петра Дорошенка. 1864 року у селі мешкало 1220 православних (серед яких — близько 200 шляхти) та 95 римо-католиків. Дерев'яна Церква Різдва Богородиці була побудована за церковними документами 1700 року, володіла 40 десятин землі.
У середині ХIХ століття у Кальнику збудували цукроварню, яка не тільки стала економічним осередком розвитку села, а й притягувала сюди інтелігенцію, передусім людей інженерних та управлінських професій, які приносили в село високий рівень культури та передові ідеї. Можна згадати, наприклад, що на цукроварні працював бухгалтером Болеслав Івашкевич. У його сім'ї в 1894 році народився син Ярослав, якому судилося стати одним із класиків польської літератури новітнього періоду.
Станом на 1885 рік у колишньому власницькому містечку, центрі Кальницької волості Липовецького повіту Київської губернії, мешкало 1158 осіб, налічувалось 204 дворових господарств, існували православна церква, школа, постоялий будинок, лавка, водяний млин і бурякоцукровий завод.
За переписом 1897 року кількість мешканців зросла до 2283 осіб (1129 чоловічої статі та 1154 — жіночої), з яких 2182 — православної віри.
7 (20) листопада 1917 року, відповідно до Третього Універсалу Української Центральної Ради, увійшло до складу Української Народної Республіки.
12 червня 2020 року, відповідно розпорядження Кабінету Міністрів України № 707-р «Про визначення адміністративних центрів та затвердження територій територіальних громад Вінницької області», село увійшло до складу Дашівської міської громади.
19 липня 2020 року, в результаті адміністративно-територіальної реформи і ліквідації Іллінецького району, село увійшло до складу Гайсинського району.

## Населення

### Мова
Розподіл населення за рідною мовою за даними :
| Мова       | Кількість | Відсоток |
| ---------- | --------- | -------- |
| українська | 1199      | 98.03%   |
| російська  | 23        | 1.88%    |
| білоруська | 1         | 0.09%    |
| Усього     | 1223      | 100%     |

## Інфраструктура
На території села працюють аграрне підприємство, товариство «Агромаш», а також лісомисливське господарство.

## Пам'ятки
Біля села знаходиться курган скіфського часу  V—IV ст. до н. е

## Відомі люди

#### Кальницькі полковники
- Іван Богун
- Іван Вертелецький
- Іван Сірко

#### Уродженці
- Івашкевич Ярослав — польський письменник
- Олександр Семенович Западинський — Герой Радянського Союзу
- Казьмирчук Григорій Дмитрович — історик, доктор історичних наук

## Галерея

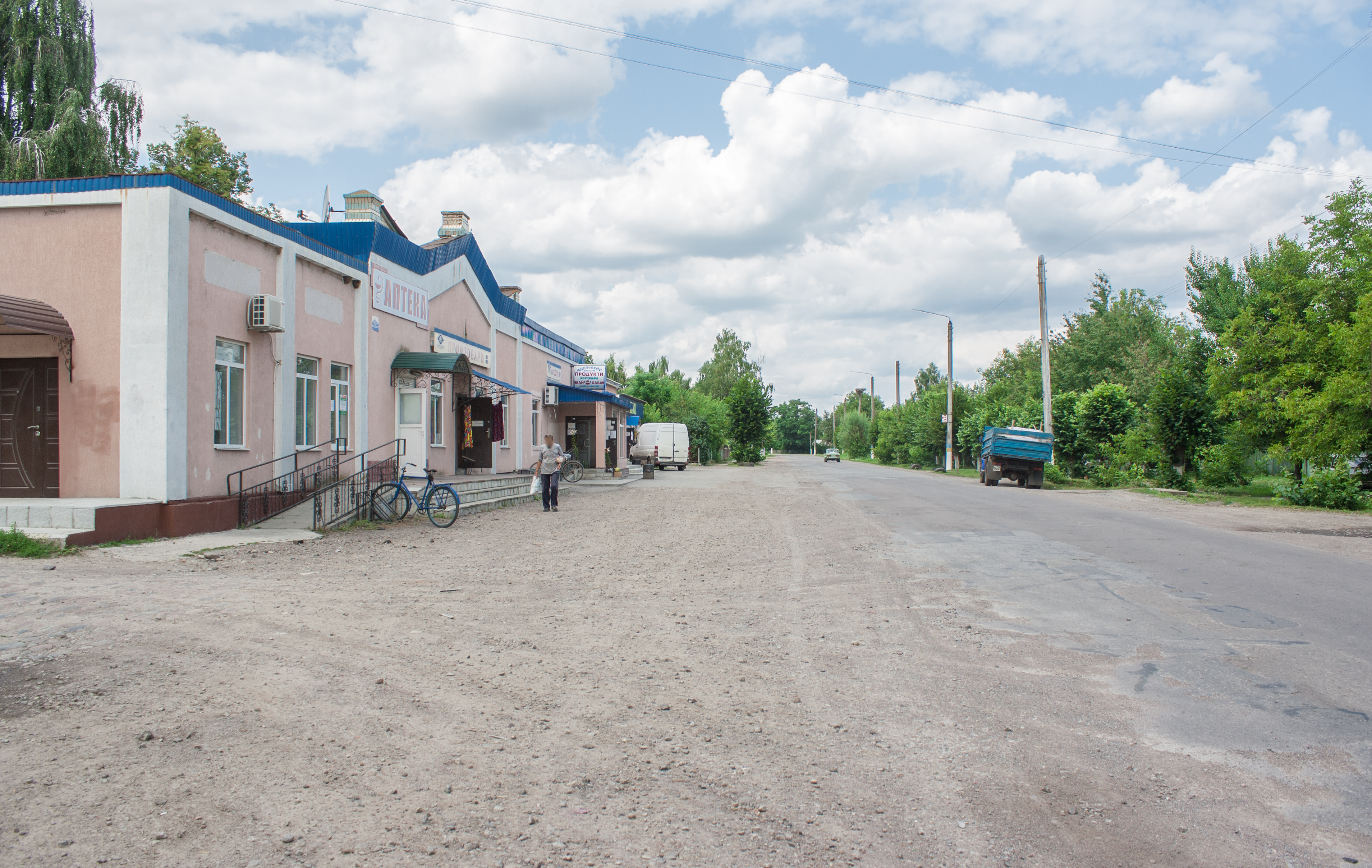
Вулиця Івана Богуна
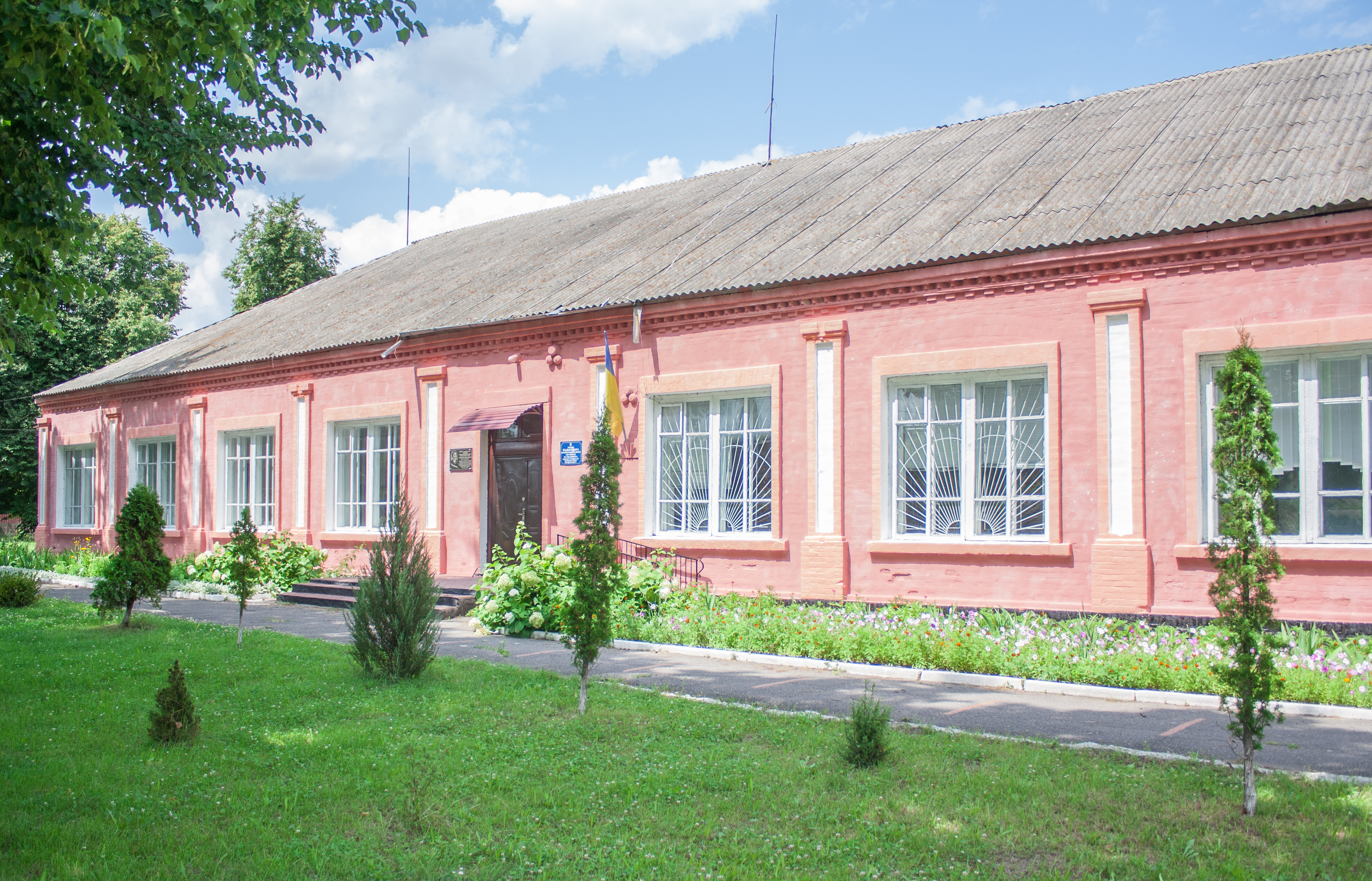
Школа
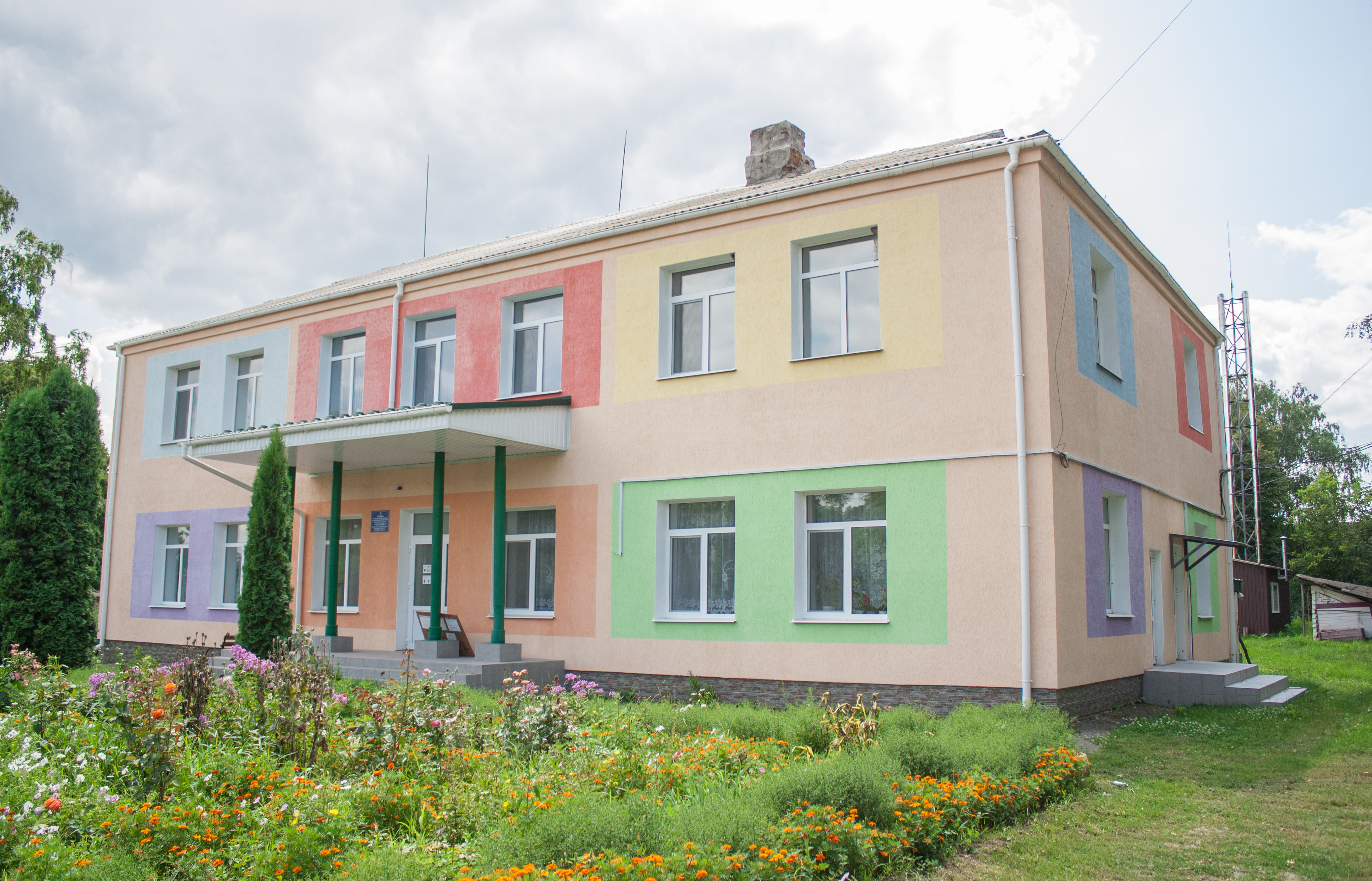
Дитсадок
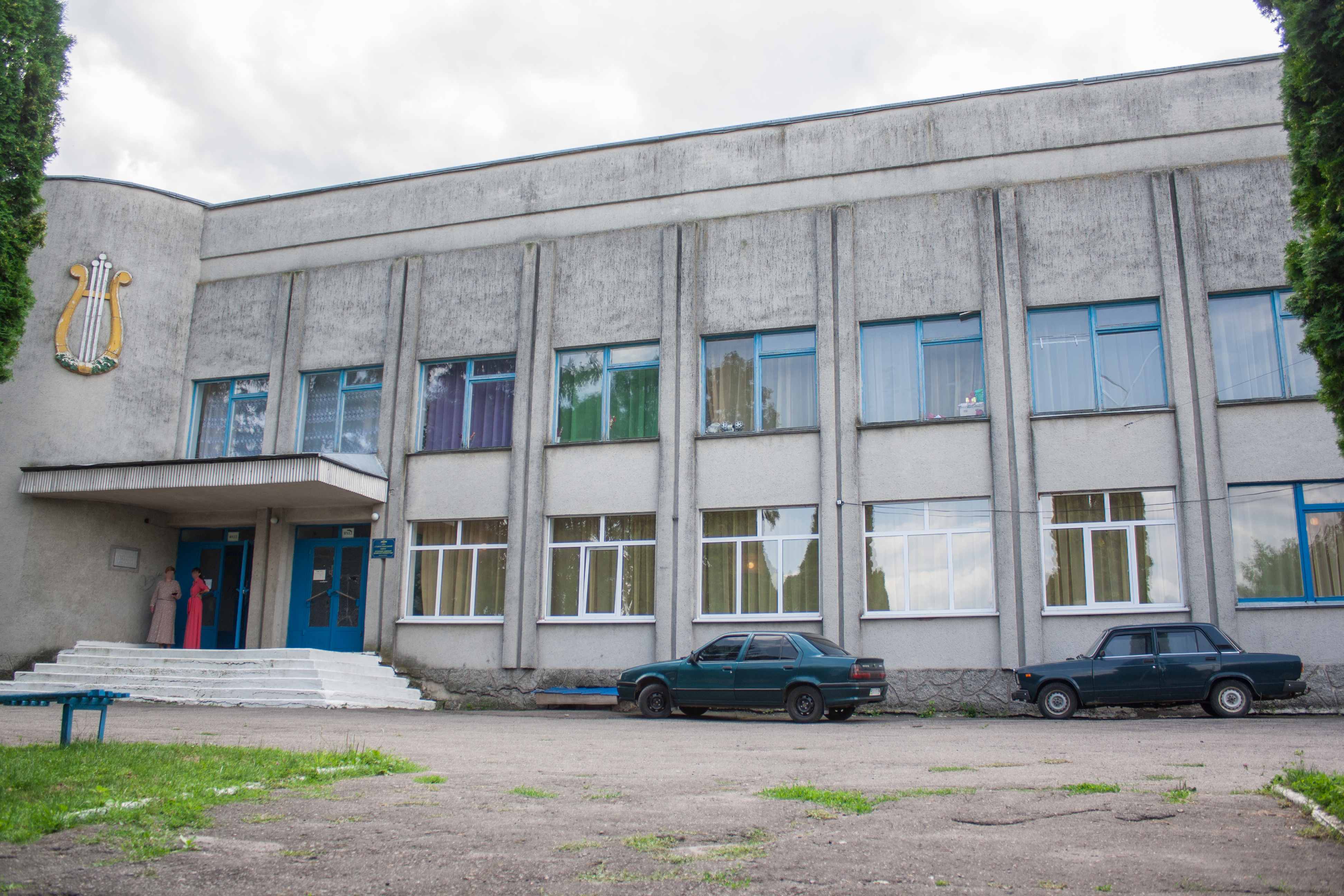
Будинок культури
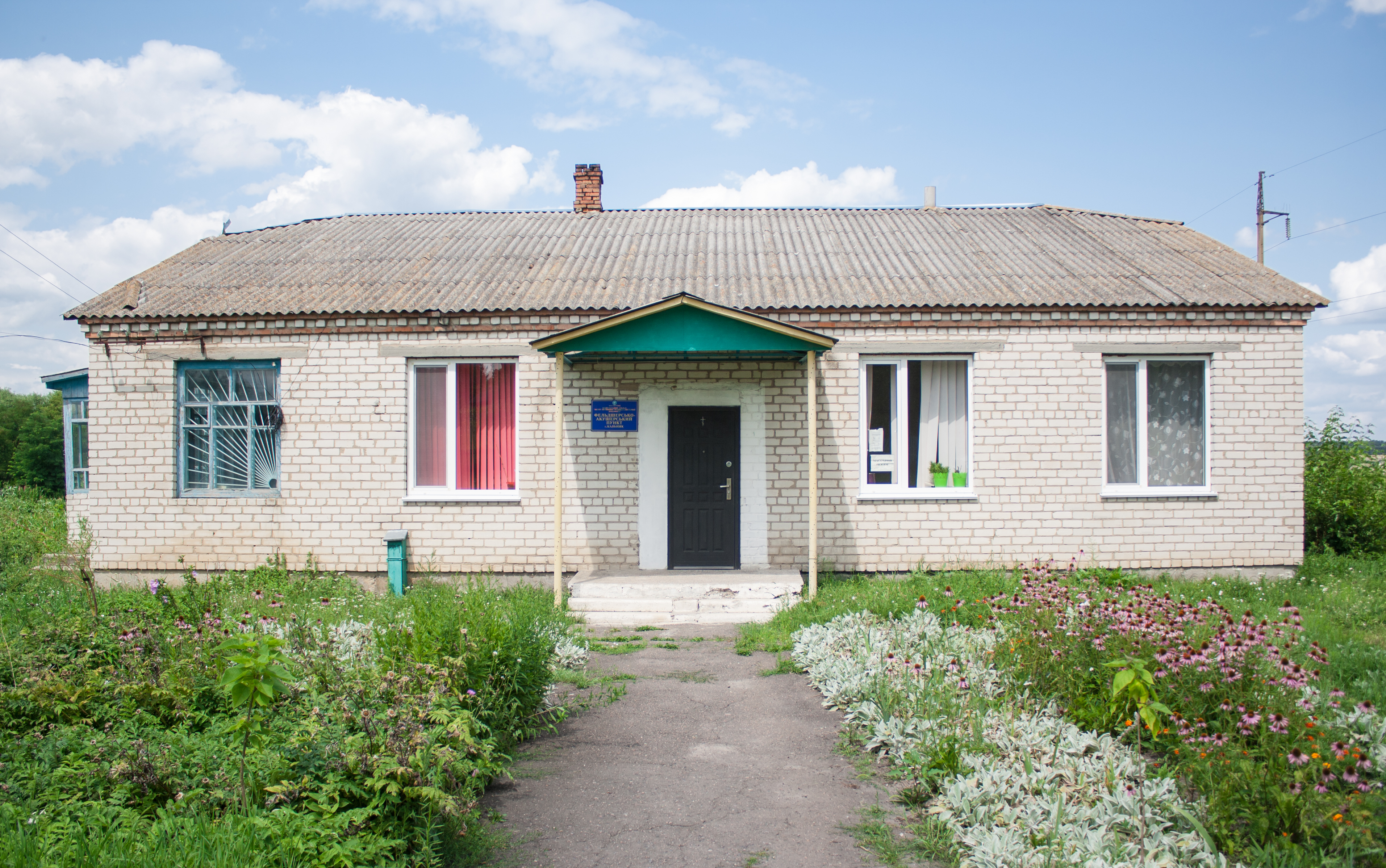
ФАП
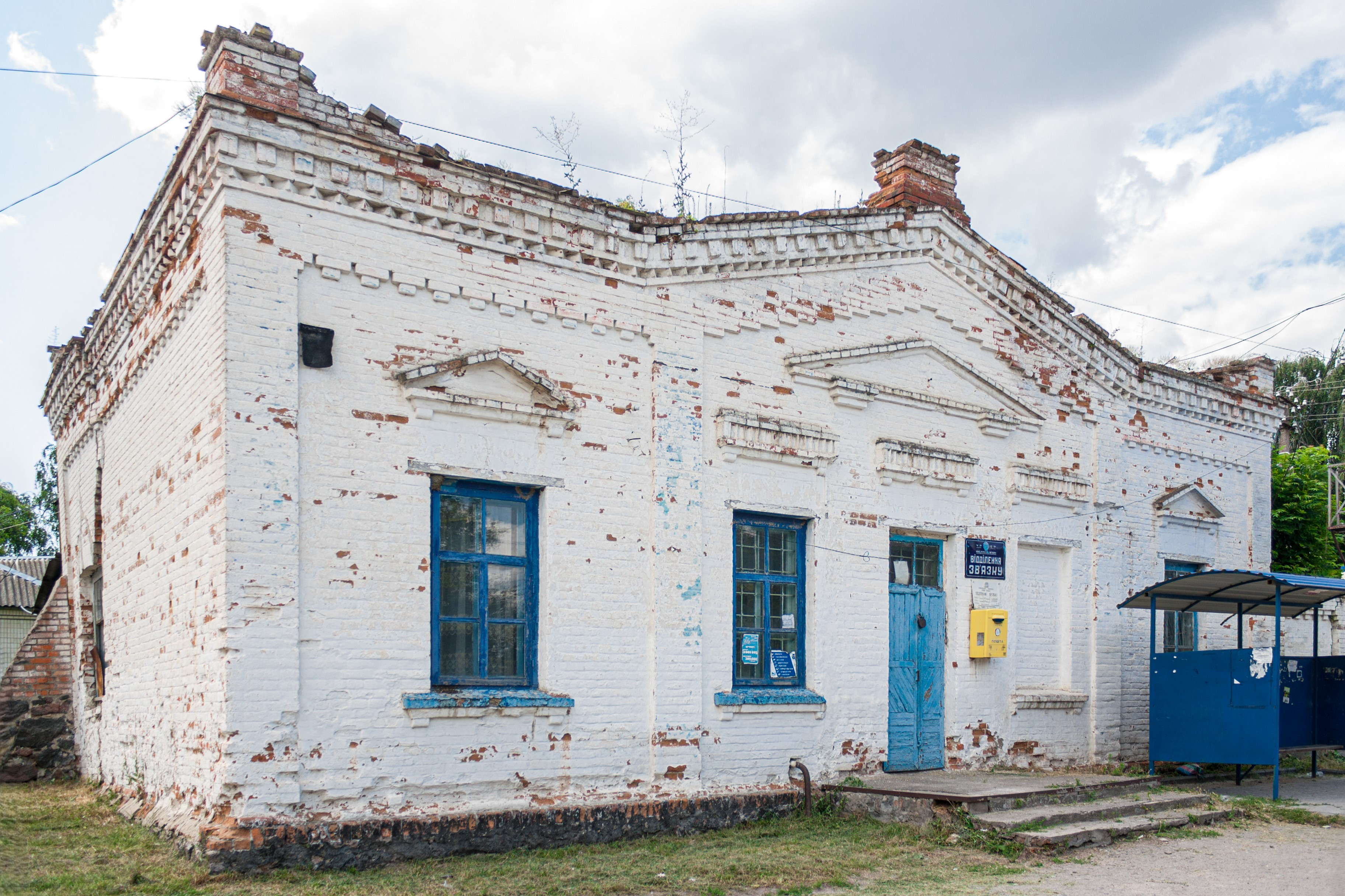
Пошта
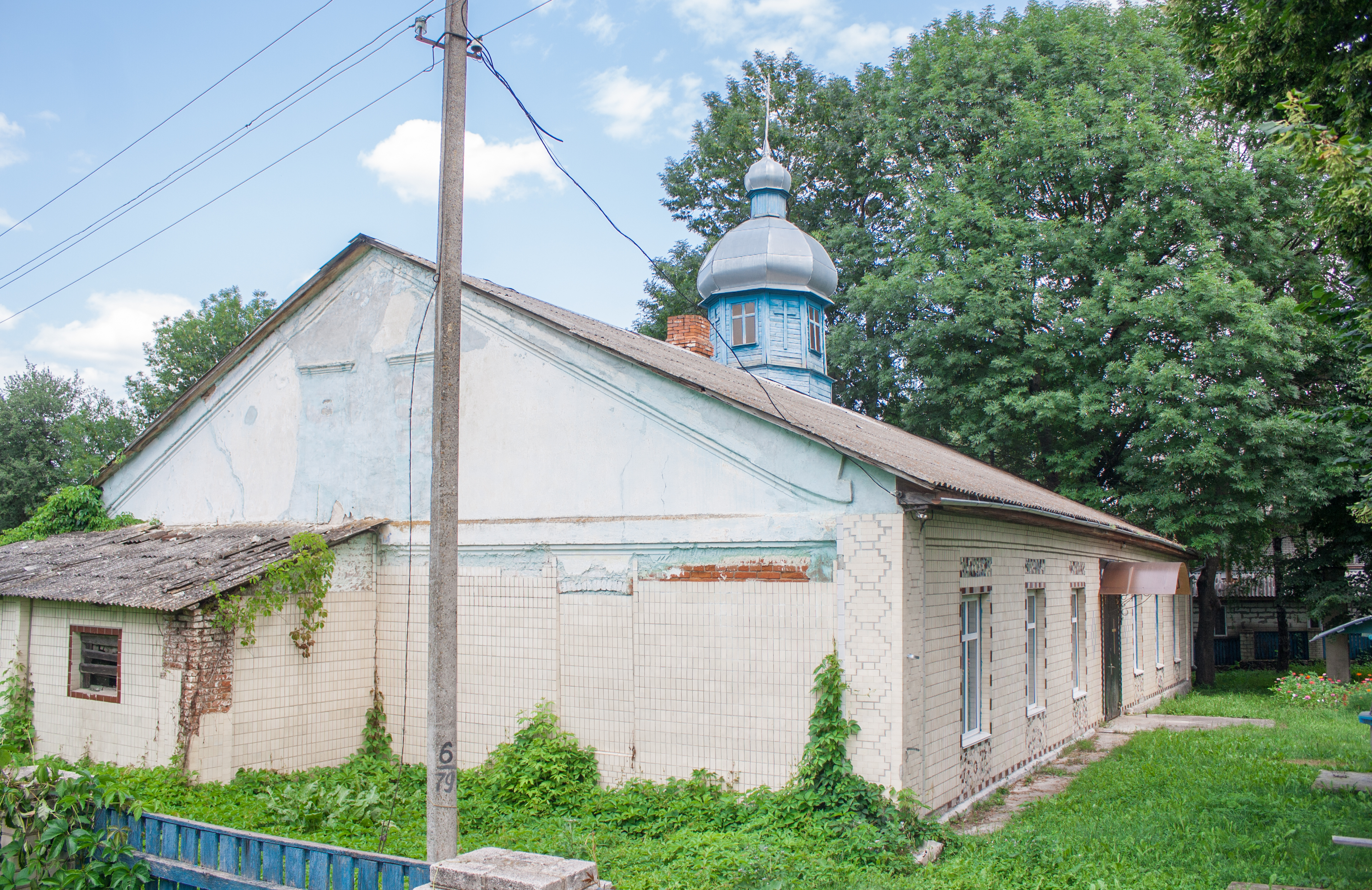
Церква
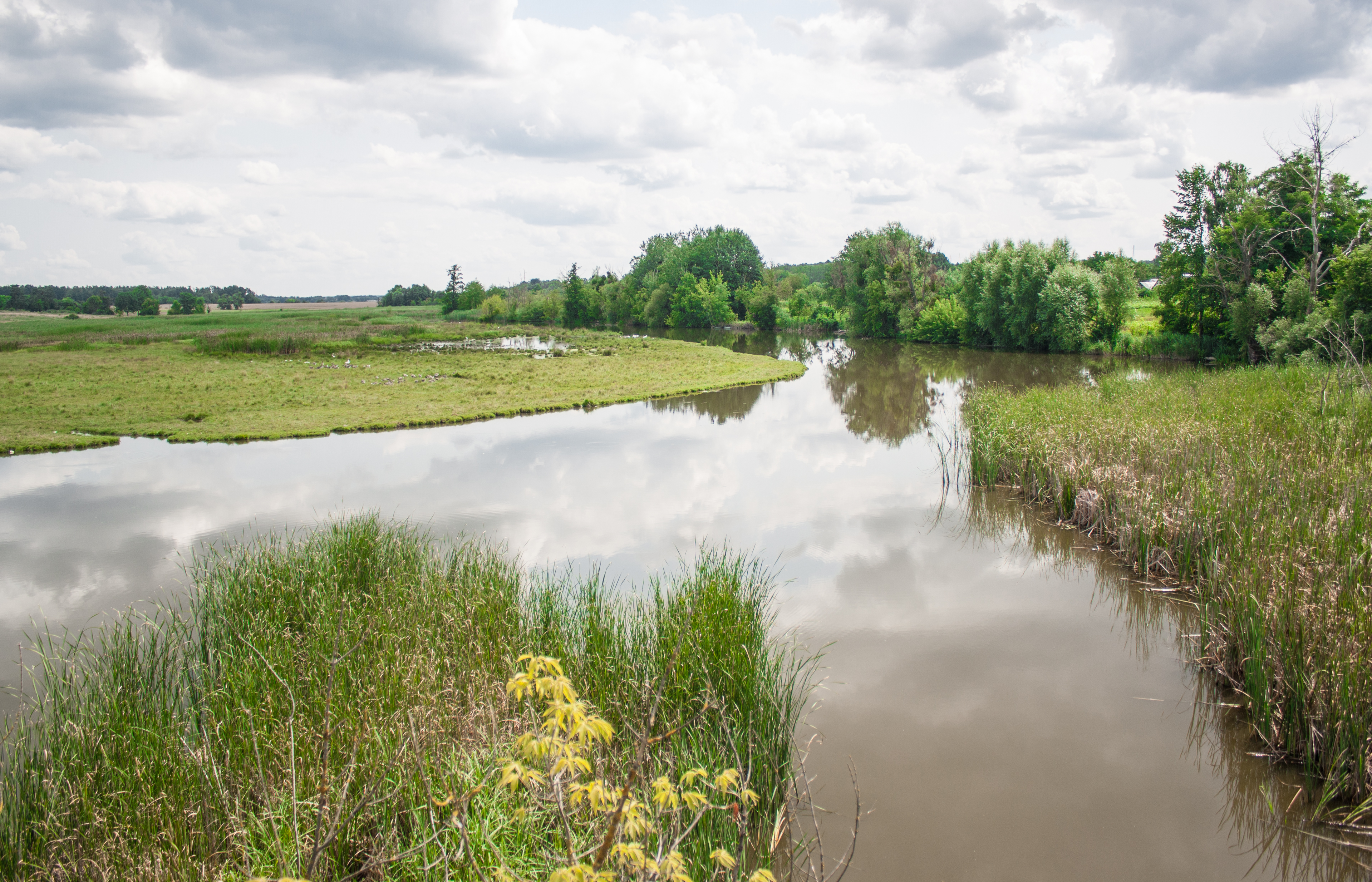
Річка Соб
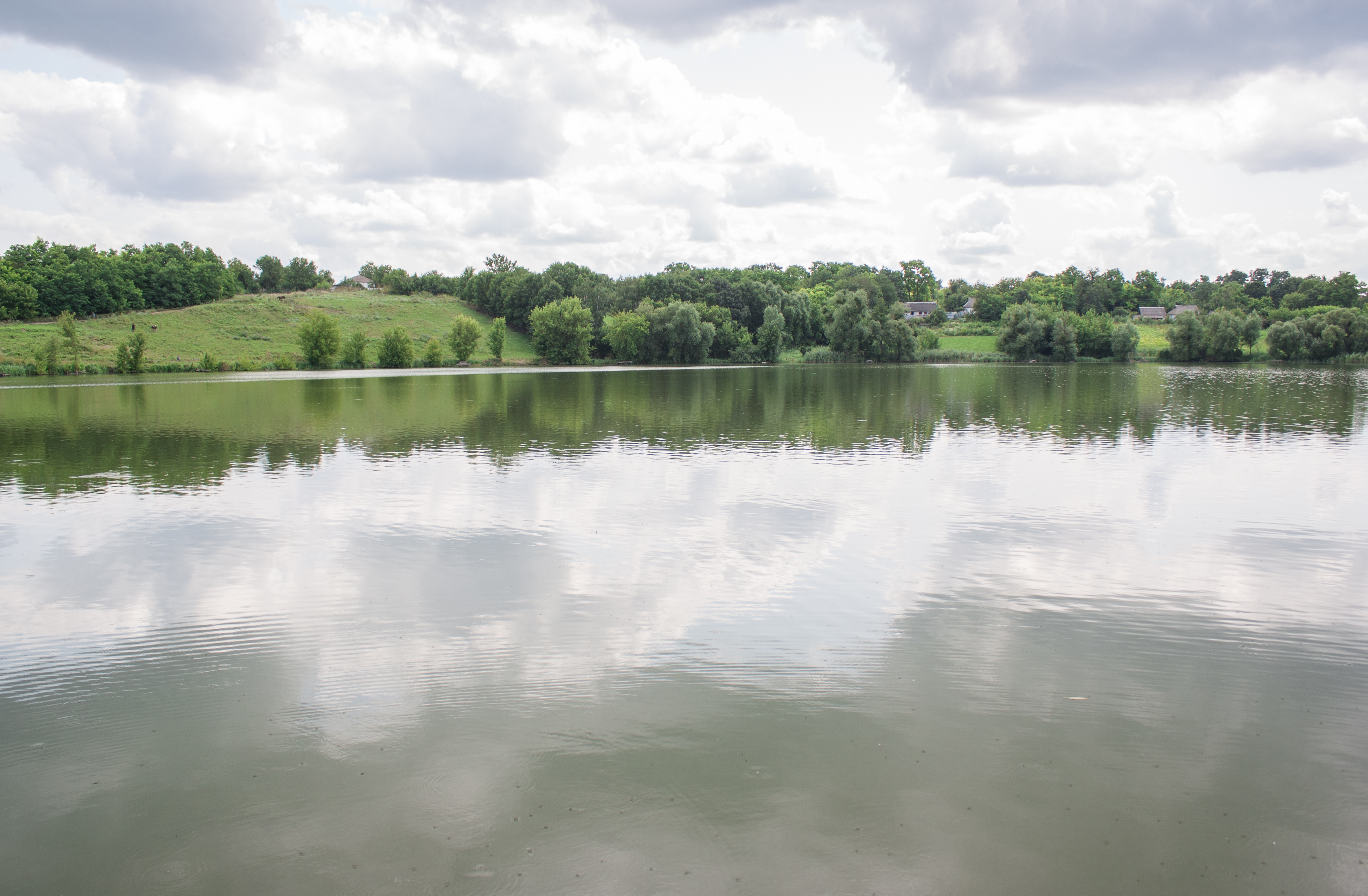
Ставок на річці Кальничка
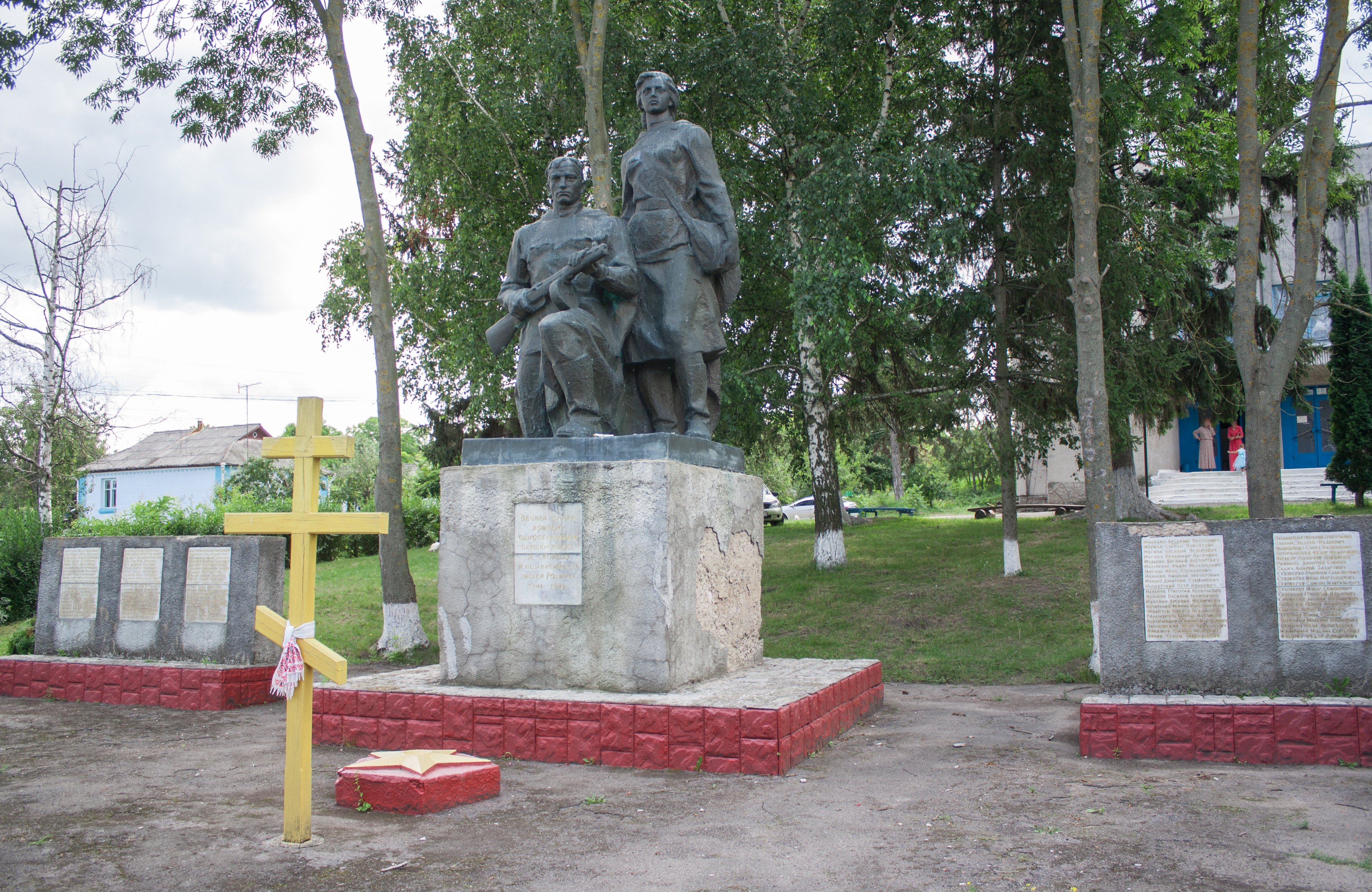
Пам’ятник воїнам-односельчанам
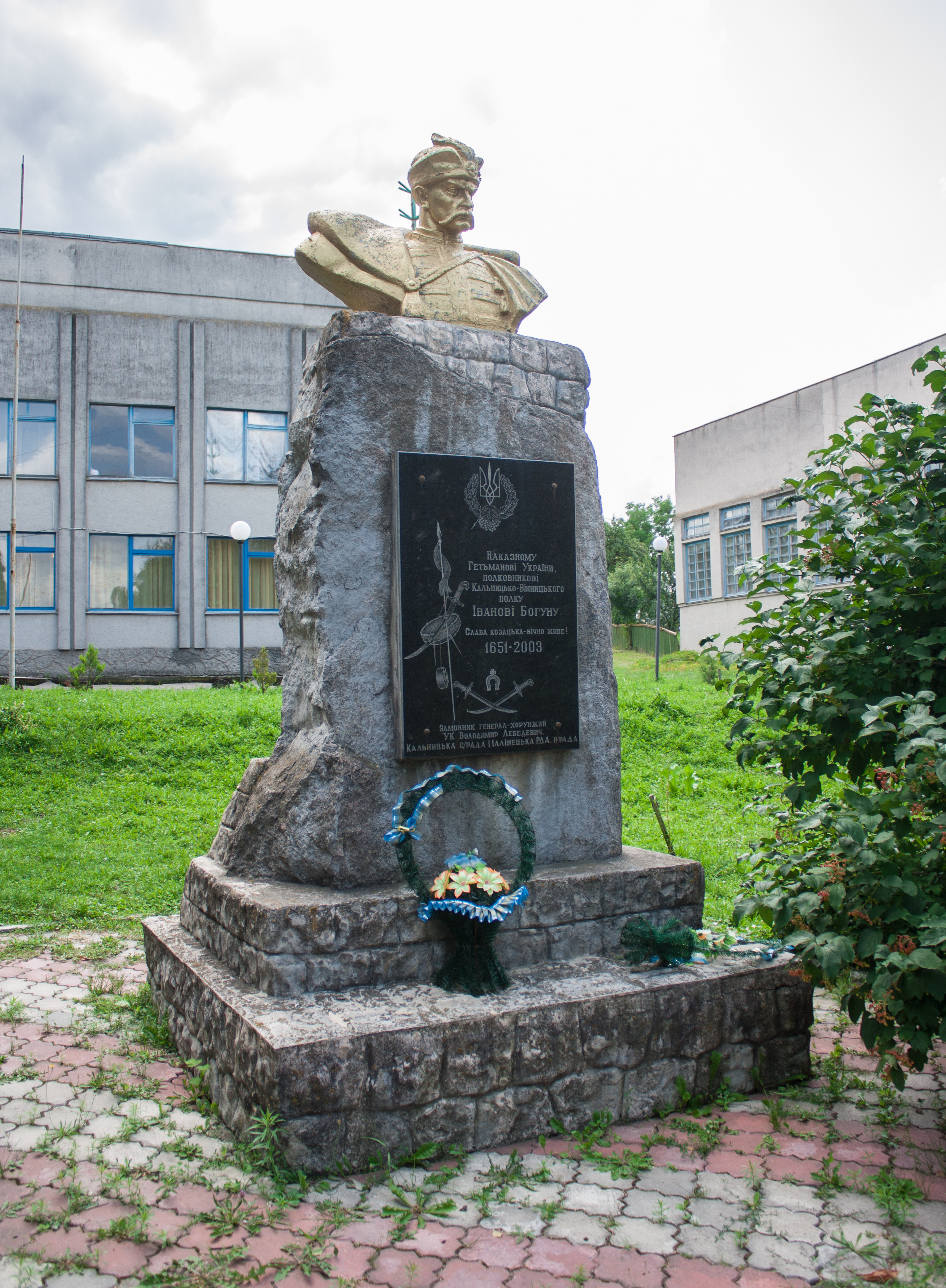
Пам'ятник Івану Богуну
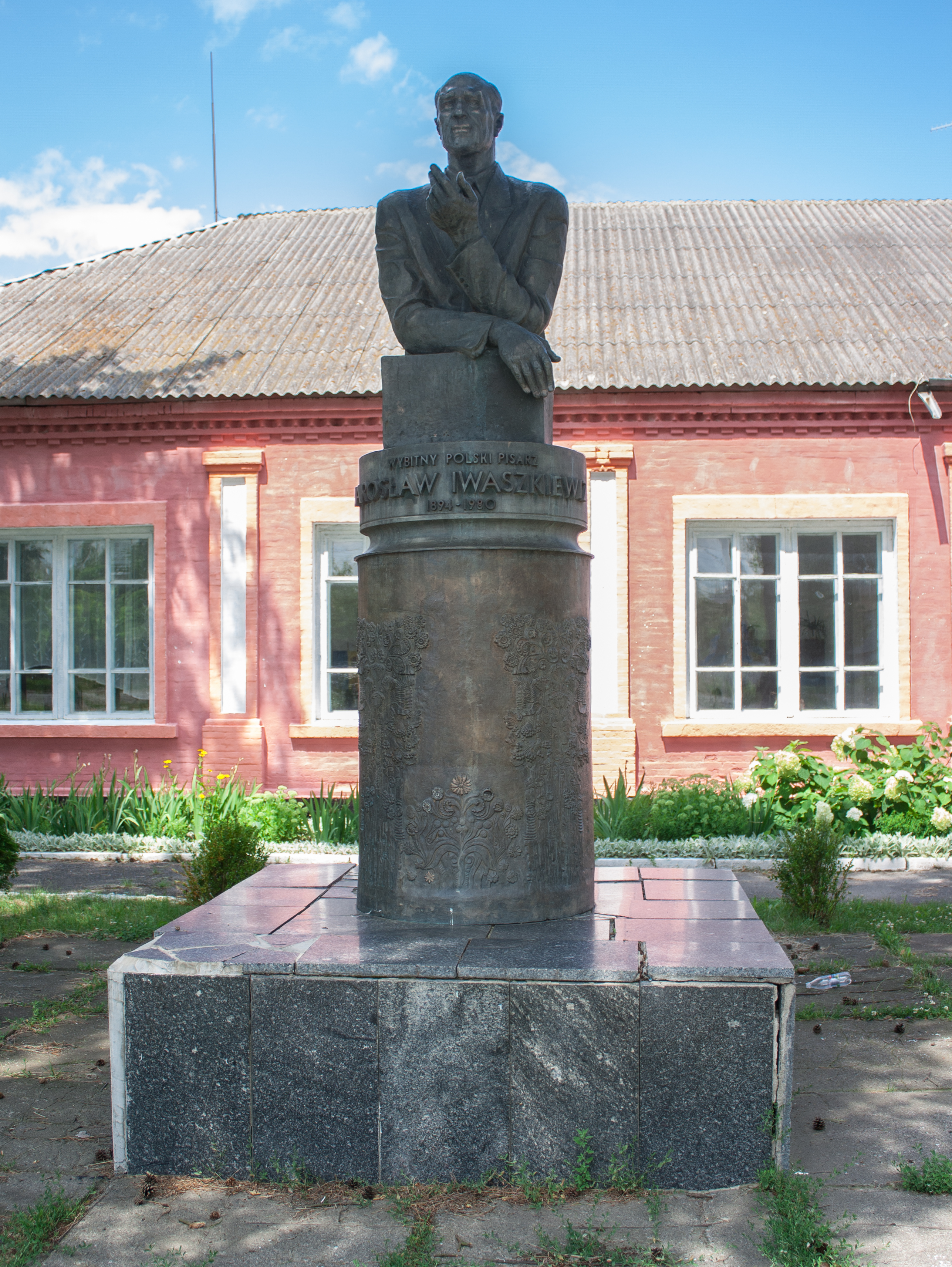
Пам'ятник Я. Івашкевичу